# Belgische gemeenteraadsverkiezingen 1932
De Belgische gemeenteraadsverkiezingen van 1932 vonden plaats op zondag 9 oktober 1932. De vorige gemeenteraadsverkiezingen vonden plaats op zondag 10 oktober 1926 en de volgende op zondag 16 oktober 1938. De parlementsverkiezingen volgen echter heel snel, op 27 november 1932.
De gemeenteraden van alle 2.670 Belgische gemeenten werden verkozen voor een periode van zes jaar.
De katholieke partij moest terrein prijsgeven ten voordele van de socialisten en liberalen.

## Wetgeving
Vanaf deze verkiezingen werd het panacheren (het stemmen op kandidaten van verschillende lijsten) mogelijk gemaakt bij de gemeenteraadsverkiezingen. De Gemeentekieswet, gecoördineerd bij koninklijk besluit van 4 augustus 1932, was van kracht.

## Zonder stemming
In een aantal gemeenten waren er evenveel (of zelfs minder) kandidaten als het aantal te verkiezen gemeenteraadsleden, waardoor de kandidaten automatisch verkozen zijn.
- Dit is het geval in 296 gemeenten (11,09% van alle gemeenten)
- In totaal 2.224 gemeenteraadsleden (9,39% van alle raadsleden)
- In totaal 136.742 kiesgerechtigden die niet moesten stemmen (2,74% van alle kiesgerechtigden)

## Uitslagen
In Antwerpen werd Camille Huysmans (BWP) als nieuwe burgemeester verkozen en volgt hij de katholiek Frans Van Cauwelaert op.
In Brussel werden 41 gemeenteraadsleden verkozen: 15 liberalen, 13 katholieken, 12 socialisten en 1 communist. Burgemeester Adolphe Max (liberale partij) werd herverkozen.
In Luik werden de volgende gemeenteraadsleden verkozen: 14 katholieken, 13 socialisten, 7 liberalen en 2 communisten. Liberaal Xavier Neujean bleef burgemeester.
In Gent bleef liberaal Alfred Vander Stegen burgemeester.
In Ieper zijn 9 katholieken (3614 stemmen), 2 socialisten (1955 stemmen), 2 liberalen (1555 stemmen) en 2 nationalisten (1399 stemmen) verkozen. Jean Vanderghote (CVP) wordt burgemeester.